# Brusnica (montagne)
Pour les articles homonymes, voir Brusnica.
Le mont Brusnica (en serbe cyrillique : Брусница) est un sommet des monts Zvijezda, un massif situé à l'extrême ouest de la Serbie, le long de la frontière avec la Bosnie-Herzégovine. Il s'élève à une altitude de 1 261 m.